# پژموده
پژموده یا پرموده در شاهنامه نام پور مهتر (پسر بزرگتر) ساوه شاه ترکان است که به کین خواهی پدر با بهرام چوبین نبرد نمود، امّا شکست خورد و در دژ آواز گرفتار شد. وی سپس از شاهنشاه ایران زنهار خواست (یعنی درخواست امان نمود) و به درگاه هرمز خوانده شد. او با بهرام چوبینه درشتی نمود و چون بهرام درفش سرکشی برافراشت، او را به زر و سیم یاری داد.
فردوسی در بیت زیر، به پژموده، چنین  اشاره کرده‌است:
| همان بود تا نیز دستور شاه |  | سوی جنگ پژموده بردن سپاه |